# Casa na Rua Conselheiro Júlio de Vilhena, 16
A Casa na Rua Conselheiro Júlio de Vilhena, 16 é um edifício histórico na vila de Ferreira do Alentejo, no Distrito de Beja, em Portugal.

## História
Foi nesta casa que nasceu Júlio de Vilhena, um destacado político durante as últimas décadas da Monarquia Portuguesa, em 28 de Julho de 1845.
Em 2 de Outubro de 1882, foi colocada uma lápide nesta casa em homenagem a Júlio Vilhena, durante uma visita à sua terra natal.

## Ligações Externas
- Casa na Rua Conselheiro Júlio de Vilhena, 16 na base de dados Ulysses da Direção-Geral do Património Cultural
- Casa na Rua Conselheiro Júlio de Vilhena, 16 na base de dados SIPA da Direção-Geral do Património Cultural
- «Fotografia da Casa na Rua Conselheiro Júlio de Vilhena, no sítio electrónico PBase»